# Bristol High Altitude Monoplane
Die Bristol High Altitude Monoplane (Werksbezeichnung Type 138) war ein Forschungsflugzeug des britischen Herstellers Bristol Aeroplane Company. Es wurde insbesondere dafür entwickelt und gebaut, den bestehenden absoluten Höhenweltrekord zu übertreffen. Den hatte 1934 der Italiener Renato Donati mit einem – ebenfalls von einem Pegasus angetriebenen – Caproni-Doppeldecker auf 14.435 m gesteigert. Der Höhenrekord wurde davor von Cyril Uwins gehalten, der mit einer modifizierten Vickers Vespa 13.420 m (44.000 Fuß) erreicht hatte.

## Geschichte
Bereits nach dem Flug von zwei Westland-Doppeldeckern über den Mount Everest zeigte das Air Ministry Interesse, Rekordflüge zu unterstützen. So unterbreitete Bristol im November 1933 mit dem Type 138 den Vorschlag eines großen einsitzigen Tiefdeckers, der jedoch aufgrund der hohen veranschlagten Kosten nicht umgesetzt wurde. Erst nach dem Rekordflug von Donati wurden die Entwicklungsarbeiten wieder aufgenommen. Bristol erhielt im Juni 1934 die Aufforderung, nach den Ausschreibungsanforderungen (Air Ministry Specification) 2/34 ein Angebot zu erstellen. Im September 1934 waren die Konstruktionsarbeiten am Type 138A – der die Abmessungen und die konstruktive Auslegung des Types 138 beibehielt – abgeschlossen. Als Antrieb kam ein modifizierter Bristol Pegasus mit einem zweistufigen mechanischen Lader zum Einbau, der eine starre Vierblattluftschraube antrieb.

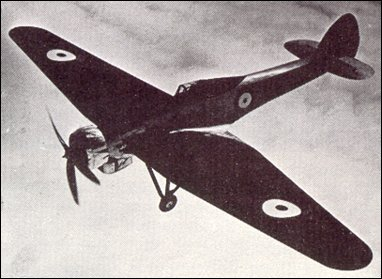
Bristol 138A beim zweiten Rekordflug über Farnborough im Juni 1937

Der Erstflug des Types 138A (RAF-Seriennummer K4897) mit Cyril Unwins am Steuer fand am 11. Mai 1936 in Filton statt. Als Motor war hier noch ein serienmäßiger Bristol Pegasus mit einem Dreiblattpropeller eingebaut. Im August 1936 erhielt das Flugzeug dann den Höhenmotor und den Vierblattpropeller. Damit konnte Squadron Leader F.R.D. Swain am 28. September mit 15.230 m den Höhenweltrekord wieder nach England zurückholen. Schon im Mai 1937 wurde er jedoch erneut von einer italienischen Caproni Ca.161 mit 15.665 m überboten. Die Bristol 138A wurde nun nochmals modifiziert, so dass Fl. Lt. M.J. Adam mit ihr am 3. Juni 1937 die neue Bestmarke auf 16.440 m hinaufsetzen konnte.
Die zu Vergleichszwecken 1935 bestellte und mit einem speziellen Rolls-Royce Kestrel ausgerüstete zweisitzige Bristol 138B wurde 1937 nach Farnborough geliefert, das Triebwerk aber nicht mehr eingebaut.

## Konstruktion
Die Zelle des Types 138 war als in Holzbauweise hergestellte Halbschalenkonstruktion ausgelegt. Das Cockpit war mit einer Kunststoffhaube abgedeckt. Vor dem Piloten konnte ein zweiter Platz für einen Beobachter eingerichtet werden. Die Maschine besaß einen ebenfalls aus Holz gebautem Tragflügel großer Spannweite und ein festes Fahrwerk. Eine Druckkabine war nicht vorhanden. Der Pilot musste deshalb während des Fluges einen Druckanzug tragen.

## Varianten
- Type 138 – nicht gebaut
- Type 138A – eine gebaut
- Type 138B – eine gebaut um von einem Rolls-Royce Merlin angetrieben zu werden, flog jedoch nie

## Technische Daten
| Kenngröße             | Daten                                |
| --------------------- | ------------------------------------ |
| Besatzung             | 1                                    |
| Länge                 | 13,41 m                              |
| Spannweite            | 20,12 m                              |
| Höhe                  | 3,12 m                               |
| Flügelfläche          | 52,77 m²                             |
| Leermasse             | 1996 kg                              |
| max. Startmasse       | 2414 kg                              |
| Höchstgeschwindigkeit | 285 km/h in 13.715 m                 |
| Dienstgipfelhöhe      | 16.500 m                             |
| Steigrate             | 436 m/min in 12.190 m                |
| Reichweite            | 2,25 h                               |
| Triebwerke            | 1 × Bristol Pegasus PE.6S mit 373 kW |